# Gerhard Kettmann
Gerhard Kettmann (* 25. August 1928 in Wittenberg; † 25. September 2009 in Halle (Saale)) war ein deutscher Linguist.

## Leben
Kettmann studierte an 1948 an der Martin-Luther-Universität Halle-Wittenberg. 1951 legte er das Staatsexamen für das Lehramt an Grundschulen an und nahm anschließend ein Ergänzungsstudium auf, das er 1953 erfolgreich mit dem Staatsexamen für das Lehramt an Oberschulen abschloss.
1956 wurde Kettmann an der Philosophischen Fakultät der Universität Halle-Wittenberg mit einer Dissertation über die Sprache der Elbschiffer promoviert. 1961 wurde er wissenschaftlicher Mitarbeiter am Institut für deutsche Sprache und Literatur der Akademie der Wissenschaften in Berlin, dem späteren Zentralinstitut für Sprachwissenschaft. Dort wirkte er 30 Jahre bis 1991. In dieser Zeit wurde er 1966 an der Universität Leipzig mit der Arbeit Die kursächsische Kanzleisprache zwischen 1486 und 1546 habilitiert. 1992 wurde er zum Honorarprofessor an der Universität Halle-Wittenberg berufen, wo er gleichzeitig die Arbeitsstelle des Projektes Mittelelbisches Wörterbuch leitete. Ferner wurde er zum Mitglied der Historischen Kommission für Sachsen-Anhalt ernannt. Der Sprachforscher Kettmann habe „dreieinhalb Jahrzehnte lang mehr als jeder andere über Luthers Deutsch in Erfahrung gebracht“, urteilte Matthias Heine.

## Veröffentlichungen
- Die kursächsische Kanzleisprache zwischen 1486 und 1546. Studium zum Aufbau und zur Entwicklung, Berlin 1967.